# Uroobovella cassida
Uroobovella cassida es una especie de arácnido del orden Mesostigmata de la familia Urodinychidae.

## Distribución geográfica
Se encuentra en Puerto Rico.